# Eremiaphila braueri
Eremiaphila braueri è una specie di mantide religiosa appartenente al genere Eremiaphila.